# Sworn Virgins
Sworn Virgins je sólové studiové album amerického hudebníka Omara Rodrígueze-Lópeze. Vydáno bylo dne 15. července 2016 společností Ipecac Recordings jako první z dvanácti alb, která hudebník hodlá vydat v tom roce. Album nahrál se svým dlouholetým spolupracovníkem, bubeníkem Deantonim Parksem. Album bylo nahráno živě ve studiu, přičemž jedinou částí, která byla později přenahrána, byl zpěv.

## Seznam skladeb
1. „Pineapple Face“ – 2:26
2. „Not Even Toad Loves You“ – 4:34
3. „To Kill a Chi Chi“ – 3:19
4. „Trick Harpoon Stare of Baby“ – 3:50
5. „High Water Hell“ – 4:15
6. „Saturine“ – 2:08
7. „Crow's Feet“ – 4:34
8. „Heart Mistakes“ – 2:21
9. „Logged Into Bliss“ – 3:28
10. „Fortuna“ – 1:27
11. „Twice a Plague“ – 3:22

## Obsazení
- Omar Rodríguez-López – zpěv, kytara, syntezátor, smyčky
- Deantoni Parks – bicí, klávesy, samply